# Солея (архітектура)

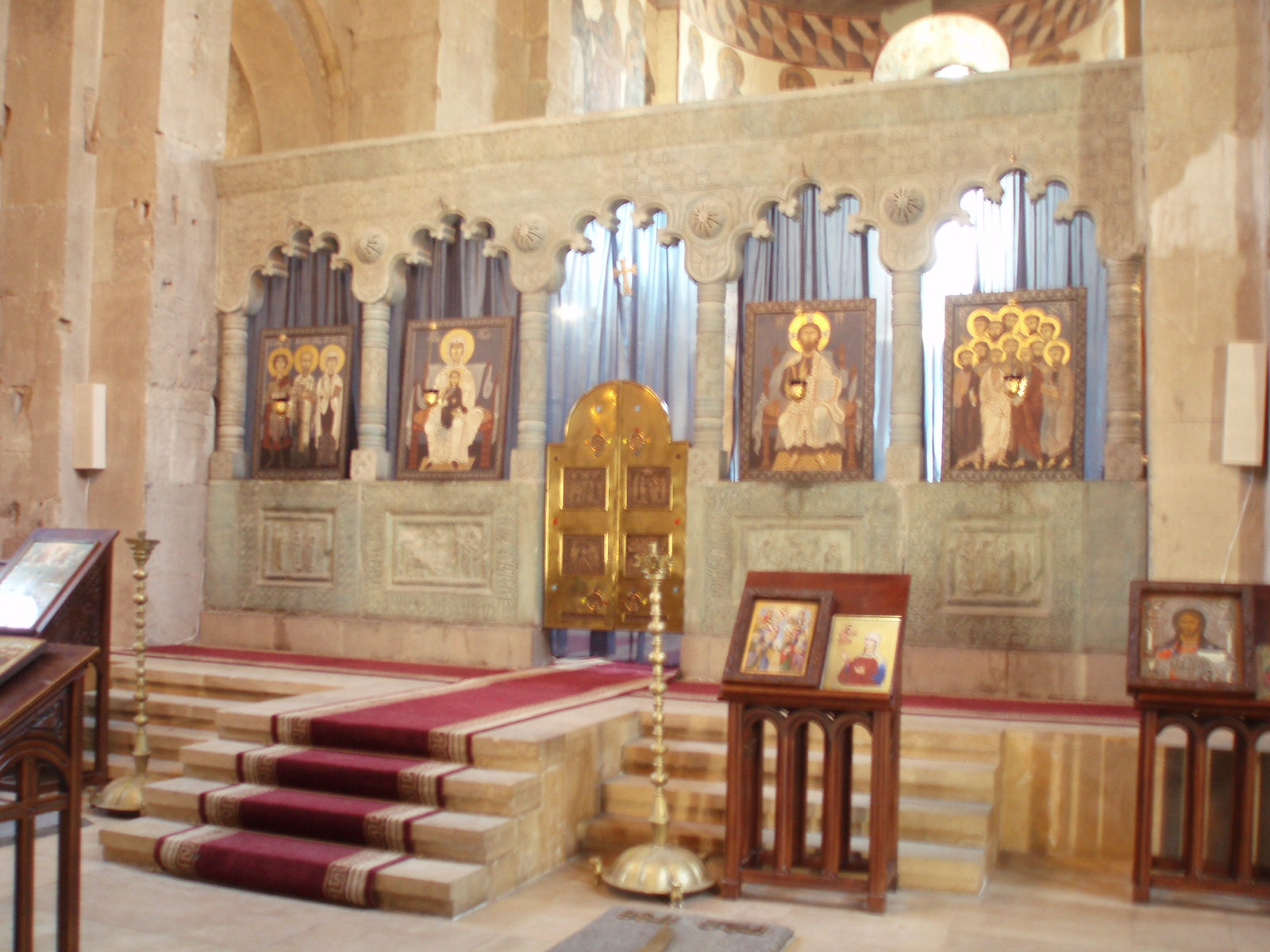
Солея в соборі Свєтіцховелі

Солея́ (грец. σόλιον, від лат. solium: престол, трон) — піднесена на 1–3 чи більше сходинок частина підлоги перед іконостасом у храмі. Також, у ранньохристиянській та візантійській церкві — прохід, що сполучає вівтар і амвон.